# HD 102365 b
HD 102365 b — экзопланета, которая находится на расстоянии приблизительно 30 световых лет от Земли в созвездии Центавра. Она обращается вокруг жёлтого карлика, который является главным компонентом двойной системы HD 102365, именуемой также HR 4523. Орбита планеты вытянута, расстояние до звезды составляет 0,3 а.е. в перицентре и 0,62 а.е. в апоцентре; температурный режим планеты изменяется от температурного режима Меркурия до температурного режима Венеры.
Авторы открытия отмечают, что согласно полученным ими данными в системе нет других планет с массой, превышающей 0,3 массы Юпитера на орбите, большая полуось которой меньше 5 а.е., а также планет с массой меньше 10 масс Земли на орбите с периодом обращения короче 50 суток.